# Cercle de Ténenkou
Le cercle de Ténenkou est une collectivité territoriale du Mali dans la région de Mopti.

## Histoire
Il contient la plus grande partie du Macina historique, série de petites chefferies situées sur la rive gauche du fleuve Niger et organisées en une confédération lâche qui sera soumise par la Diina de Sékou Amadou au XIXe siècle pour former l'empire du Macina.

## Subdivisions
Il compte dix communes : Diafarabé, Diaka, Diondiori, Karéri, Ouro Guiré, Ouro Ardo, Sougoulbé, Ténenkou, Togoro Kotia et Togoré-Coumbé.
Depuis 2023, le cercle est divisé en 4 arrondissements et 8 communes, dont 1 commune urbaine : Ténenkou, codé en 0503.
| Code   | Arrondissement                     |
| ------ | ---------------------------------- |
| 050301 | Arrondissement central de Ténenkou |
| 050302 | Arrondissement de Diafarabé        |
| 050303 | Arrondissement de Diondiori        |
| 050304 | Arrondissement de Sossobé          |

| Code     | Commune      |
| -------- | ------------ |
| 05030101 | Ouro Ardo    |
| 05030102 | Ouro Guiré   |
| 05030103 | Sougoulbé    |
| 05030104 | Diaka        |
| 05030105 | Ténenkou     |
| 05030201 | Diafarabé    |
| 05030301 | Diondiori    |
| 05030401 | Togoro Kotia |